# Близнецы (фильм, 1945)
«Близнецы́» — советский комедийный чёрно-белый полнометражный художественный фильм, снятый на киностудии «Мосфильм» в 1945 году режиссёром Константином Юдиным.

## Сюжет
Электромонтёр Люба Карасёва решила усыновить найденных на вокзале близнецов. Все дружно помогают молодой матери, кроме начальника базы горторга Еропкина, который имеет свои виды на девушку.
Находящиеся на излечении в госпитале краснофлотцы решают делать ежемесячные отчисления на воспитание близнецов. Один из краснофлотцев, Сергей Орликов, влюбляется в Любу.
Внезапно дети исчезают не без помощи Еропкина. В результате поисков сначала находится их настоящая мать, а затем и сами близнецы.
Краснофлотец Сергей Орликов завоёвывает ответное чувство Любы. Находит свою любовь и её сестра Лиза.
А Еропкин в конце концов оказывается не только отцом брошенных детей, но и проходимцем. В последний момент он с ужасом узнает о приезде ревизионной комиссии.

## В ролях
- Людмила Целиковская — Люба Карасёва
- Вера Орлова — Лиза Карасёва
- Михаил Жаров — Вадим Спиридонович Еропкин, начальник базы Горторга
- Павел Шпрингфельд — Алексей Листопадов, сын профессора, учёный-садовод
- Андрей Тутышкин — профессор Пётр Петрович Листопадов
- Дмитрий Павлов — краснофлотец Орликов
- Константин Сорокин — краснофлотец Жарков
- Ирина Мурзаева — Алла Владимировна Брошкина
- Владимир Грибков — управдом
- Инна Фёдорова — Полина
- Татьяна Барышева — директор детского дома (нет в титрах)
- Светлана Немоляева — Светочка (нет в титрах)
- Георгий Светлани — продавец (нет в титрах)
- Николай Карнаухов — монтёр-подросток (нет в титрах)
- Вера Васильева — монтёр (эпизод, нет в титрах)
- Валентин Зубков — покупатель у прилавка в магазине (нет в титрах)
- Иван Лобызовский — начальник милиции (нет в титрах)
- Семён Свашенко — милиционер (нет в титрах)
- Елена Чайковская — подруга Светочки (нет в титрах)
- Георгий Березин — один из близнецов (нет в титрах)

### Вокал
- Людмила Целиковская — песня «Провода», песня «Друг мой» (Оскар Сандлер — Борис Ласкин)
- Вера Орлова — песня Лизы (О. Сандлер — Б. Ласкин)
- Михаил Жаров — песня Еропкина (О. Сандлер — Б. Ласкин)

## Съёмочная группа
- Автор сценария: Яков Ялунер, Михаил Витухновский
- Режиссёр: Константин Юдин
- Оператор: Александр Тарасов
- Второй оператор: Михаил Аранышев
- Художник: Иван Степанов
- Композитор: Оскар Сандлер
- Текст песен: Борис Ласкин

## Критика
Руководитель советской кинематографии И. Г. Большаков писал, что на фильме лежала «печать безидейности и мещанской пошлости». Он утверждал: «Самые высокие человеческие чувства — любовь и заботливое отношение к детям — в фильме опошлены, а советские люди представлены в извращённом, нарочито оглуплённом виде».
Кинокритик Ростислав Юренев написал: «Я сам ожесточенно ругал „Близнецов“ и продолжаю думать, что это неудачная картина. Смущает меня лишь eё живучесть. Под дружную ругань критики фильм идёт и идёт на экранах». Он признавал, что «в режиссёрской разработке „Близнецов“ много остроумного, живого».
Он также писал: «Хорошо играла роль Любы Карасёвой Л. Целиковская. Молодая актриса В. Орлова пленяла непосредственностью и прирождённой комедийной лёгкостью в роли Лизы. Талантливый режиссёр К. Юдин нашёл немало хороших, смешных приёмов. Однако на первый план комедии выступил отрицательный персонаж … Жулик, пошляк, расхититель государственного добра и хам Еропкин в исполнении Жарова вдруг приобрёл … черты обаяния. Стандартное разоблачение в конце не меняло дела».
Кинокритик Александр Фёдоров указывал, что «зрители вспоминают „Близнецов“ как оптимистичную и трогательно наивную комедию».